# 四国ケーブル八栗ケーブル
八栗ケーブル（やくりケーブル）は、香川県高松市牟礼町牟礼の八栗登山口駅から八栗山上駅に至る四国ケーブルのケーブルカー路線である。『鉄道要覧』には路線名の記載がなく、主に「八栗ケーブル」の名称で案内されている。ただし、四国ケーブルの安全報告書では八栗鋼索鉄道線の名称も用いられている。
四国八十八箇所第八十五番札所の五剣山八栗寺への参詣者で賑わう。通常7時半からの運行のところ、毎月1日の縁日には早朝5時から運行される。

## 路線データ
- 路線距離（営業キロ）：0.7km
- 軌間：1067mm
- 駅数：2駅（起終点駅含む）
- 高低差：167m
- 最急勾配：288‰

## 歴史
戦前、八栗登山鉄道が運営していたケーブルカーを、戦後に新会社の八栗ケーブル（現在の四国ケーブル）の運営で復活させたものである。
- 1926年（大正15年）10月13日 八栗登山電鉄に対し鉄道免許状下付[3]。
- 1928年（昭和3年）12月 八栗登山鉄道株式会社設立[4]。
- 1931年（昭和6年）2月15日 八栗登山鉄道が八栗登山口 - 八栗山上間を開業[5]。
- 1944年（昭和19年）2月11日 八栗登山鉄道 八栗登山口 - 八栗山上間が不要不急線として休止。資材を供出。
- 1960年（昭和35年）12月25日 八栗登山鉄道 八栗登山口 - 八栗山上間が廃止。
- 1964年（昭和39年）8月29日 八栗ケーブルが八栗登山口 - 八栗山上間の免許を得る。
- 1964年（昭和39年）12月28日 八栗ケーブルにより八栗登山口 - 八栗山上間が開業。

## 車両

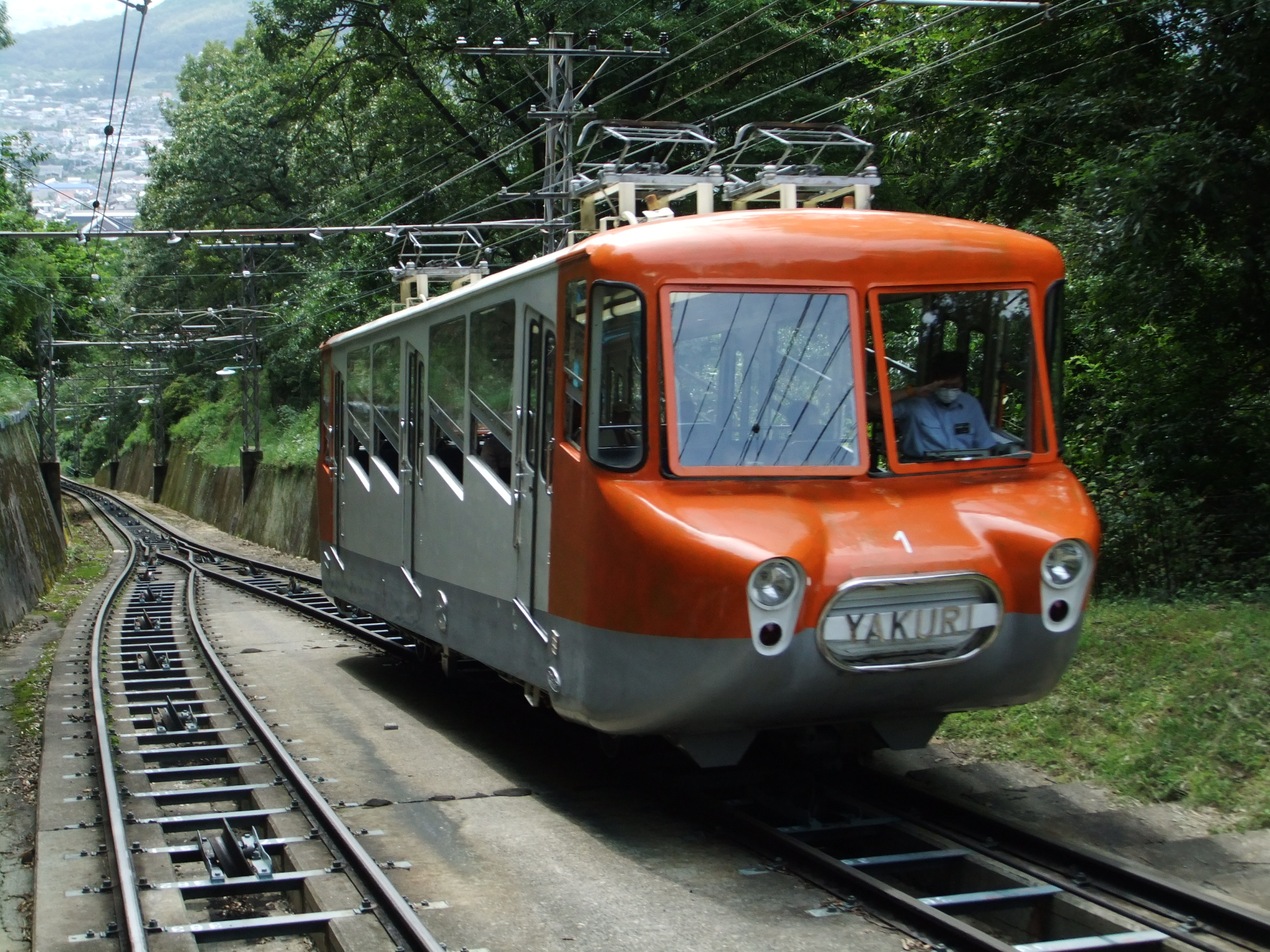
八栗ケーブル コ1

1964年の再開業の際に日立製作所で新製した車両を現在も使用している。形式はコ-1形で、1・2の2両が在籍する。前面は丸みをおびたボンネット形の形状で、側面は3扉、折り戸となっている。車両の愛称は付けられていない。2024年現在の車両塗装は2016年の全般検査時に変更されたもので、車体側面が白色、車体下部が灰色、前面は1が赤色、2が青色である。それ以前は車体側面と下部の色は同じだが、前面の色が異なっていて、1がオレンジ色、2が緑色となっていた。なお、再開業当初は同年に開業した東海道新幹線にあやかり、1・2ともにアイボリー地にブルーのラインという塗装だった。
かつては伊香保ケーブル鉄道や六甲ケーブルにも同形の車両が存在した。
- 車両寸法（全長×全幅×全高）：12,000mm×2,650mm×3,200mm
- 自重：10.2t
- 乗車定員：127名
- 運転速度：3.35m/s

## 運賃
2020年2月1日改定
|        | 片道  | 片道  | 往復   |
| 上り   | 下り  |       | 往復   |
| ------ | ----- | ----- | ------ |
| 大人   | 600円 | 500円 | 1000円 |
| 小学生 | 300円 | 250円 | 500円  |

下りの運賃を上りより安く設定している（別に往復運賃も設定されている）。

## 駅一覧
全駅香川県高松市に所在。
| 駅名         | 営業 キロ | 接続路線                                                                    |
| ------------ | --------- | --------------------------------------------------------------------------- |
| 八栗登山口駅 | 0.0       | 高松琴平電気鉄道：志度線（八栗駅：S08）〈約1.5 km離れており徒歩連絡約20分〉 |
| 八栗山上駅   | 0.7       |                                                                             |

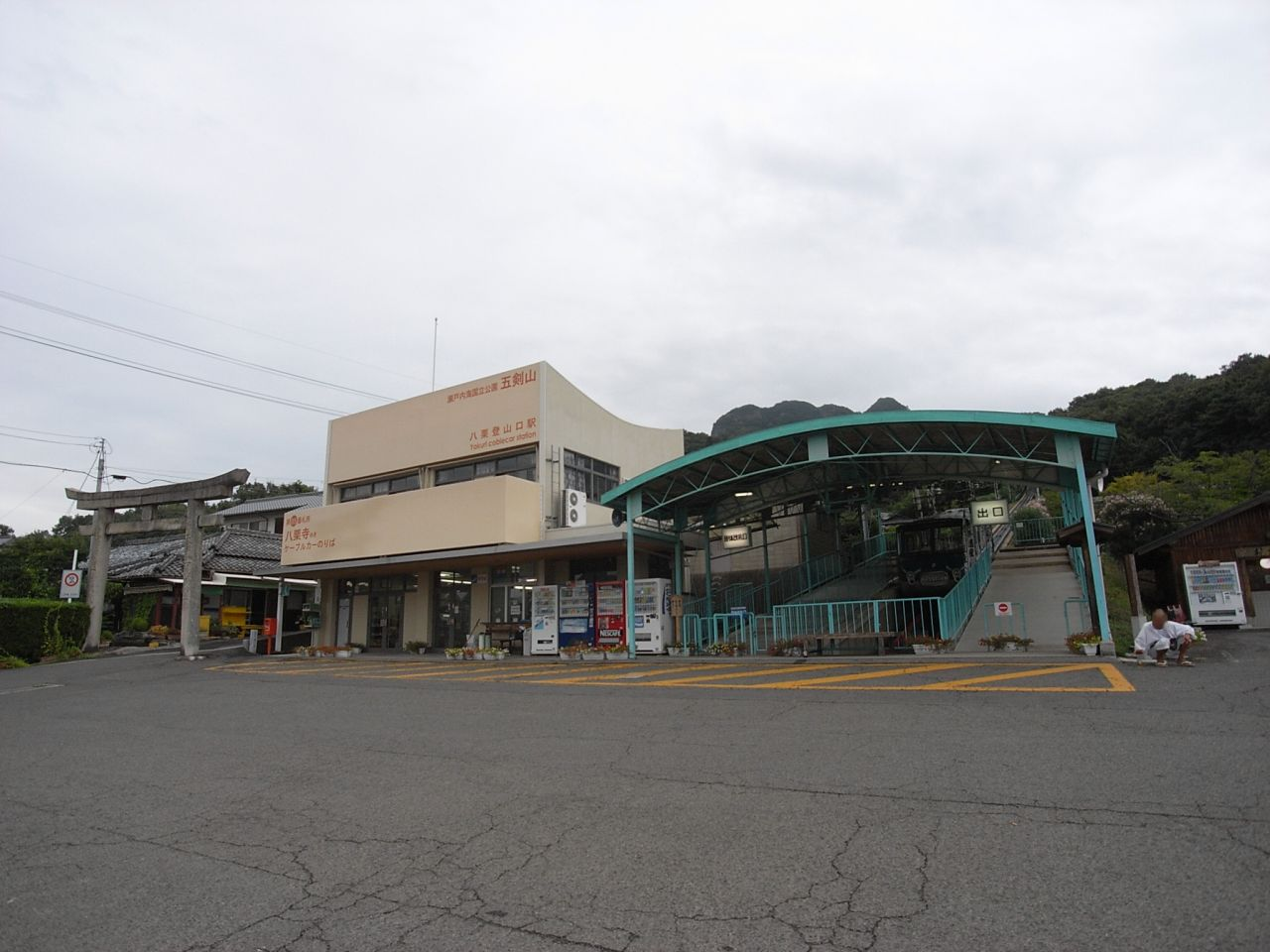
八栗登山口駅
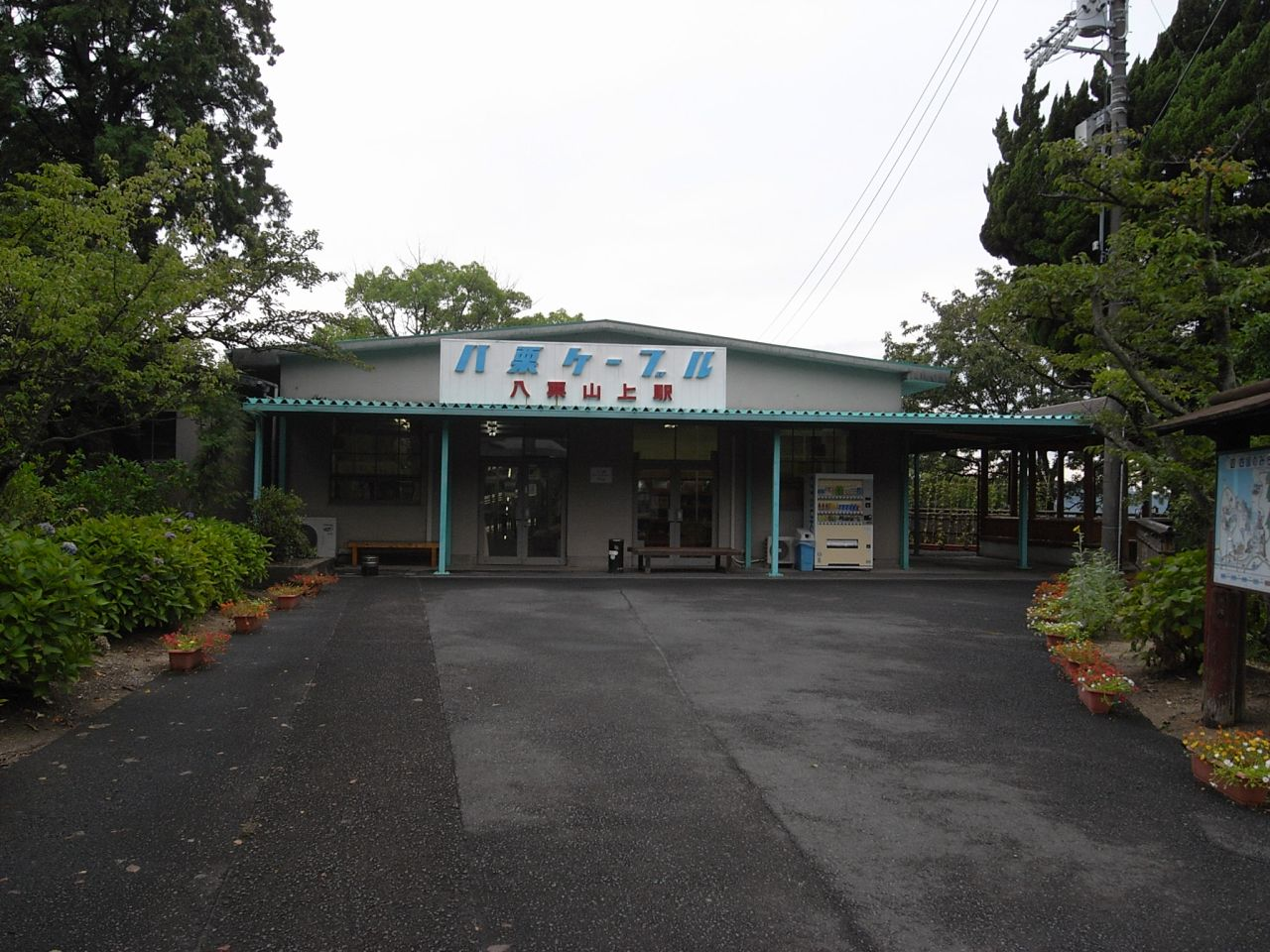
八栗山上駅